# Eleição municipal de São Caetano do Sul em 2016
São Caetano do Sul fez parte das eleições municipais nas unidades federativas do Brasil, sendo um dos 793 municípios vencidos pelo PSDB; no Brasil, há 5.570 cidades.
A disputa para as 19 vagas na Câmara Municipal de São Caetano do Sul envolveu 342 candidatos.  Marcel Munhoz foi o candidato mais bem votado, obtendo 2,999 votos (3.18% dos votos válidos).

## Antecedentes
Na eleição municipal de 2012, Paulo Pinheiro(PMDB) derrotou a candidata Regina Maura, PTB do no primeiro turno. O candidato do PMDB foi eleito com 63,35% dos votos válidos. 

## Eleitorado
Na eleição de 2016, 128.453 sul-caetanenses estiveram aptos a votar, o que correspondia a 84,31% da população total da cidade.

## Candidatos
A eleição municipal de 2016 foi disputada por seis candidatos: José Auricchio Jr., do PSDB; Marcio Della Bella, do PT; Fabio Palacio, do PR; Gilberto Costa, do PEN; Lúcia Dal Mas, do PRTB; Paulo Pinheiro, do PMDB; Vadinho, do PV e Sara Jane, da REDE.
| Número | Candidato à prefeito | Partido | Candidato à Vice-prefeito | Partido | Coligação                                                        |
| ------ | -------------------- | ------- | ------------------------- | ------- | ---------------------------------------------------------------- |
| 13     | Marcio Della Bella   | PT      | Marcel Camilo             | PCdoB   | Frente Democrática Coragem para Mudar PT, PCdoB, PDT             |
| 15     | Paulo Pinheiro       | PMDB    | Jorge Salgado             | PTB     | Compromisso com o Futuro PMDB, PTB, PRB, PP, PTN, DEM, PHS, PROS |
| 18     | Sara Jane            | REDE    | Devanir Morari            | PSOL    | A Cidade nas Mãos do Povo REDE, PSOL                             |
| 22     | Fabio Palacio        | PR      | Aparecido Viana           | PSC     | Projeto Sério, Cidade Forte PR, PSC, PMB, PTC, PRP, PT do B      |
| 28     | Lúcia Dal Mas        | PRTB    | André Stabile             | PRTB    | Juntos Podemos Mais (PMN / PRTB)                                 |
| 43     | Vadinho              | PV      | Fabio Rodrigues           | PV      | Partido Isolado                                                  |
| 45     | José Auricchio Jr.   | PSDB    | Roberto Luiz Vidoski      | PSDB    | A Mudança Que Você Conhece PSDB, PPS, PSB, PSDC, PSD, PSL        |
| 51     | Gilberto Costa       | PEN     | Gisele Costa              | PSTU    | PEN, PSTU                                                        |

## Resultados

### Prefeito
No dia 2 de outubro, Auricchio foi eleito, acumulando 34,34% dos votos válidos.
| 1º Turno 2 de outubro de 2016 | 1º Turno 2 de outubro de 2016     | 1º Turno 2 de outubro de 2016 | 1º Turno 2 de outubro de 2016 |
| Votação                       | Votação                           | Votação                       | Votação                       |
| Candidato (a) à prefeito (a)  | Candidato (a) à Vice-Prefeito (a) | Total                         | %                             |
| ----------------------------- | --------------------------------- | ----------------------------- | ----------------------------- |
| José Auricchio Jr. (PSDB)     | Roberto Luiz Vidoski (PSDB)       | 32.067                        | 34,34%                        |
| Paulo Pinheiro (PMDB)         | Jorge Salgado (PTB)               | 28,674                        | 30,71%                        |
| Fabio Palacio (PR)            | Aparecido Viana (PSC)             | 19,291                        | 20,66%                        |
| Gilberto Costa (PEN)          | Gisele Costa (PSTU)               | 5,740                         | 6,15%                         |
| Lucia Dal Mas (PRTB)          | André Stabile (PRTB)              | 5.102                         | 5,46%                         |
| Vadinho (PV)                  | Fabio Rodrigues (PV)              | 986                           | 1,06%                         |
| Marcio Della Bella (PT)       | Marcel Camilo (PCdoB)             | 898                           | 0,96%                         |
| Sara Jane (REDE)              | Devanir Morari (PSOL)             | 615                           | 0,66%                         |
| Total de votos válidos        | Total de votos válidos            | 93.373                        | 86,21%                        |
| Votos em branco               | Votos em branco                   | 3.696                         | 3,41%                         |
| Votos nulos                   | Votos nulos                       | 11.235                        | 10,37%                        |
| Total                         | Total                             | 108.304                       | 100%                          |
| Abstenções                    | Abstenções                        | 20.149                        | 15,69%                        |
| Votos apurados                | Votos apurados                    | 108.304                       | 100%                          |
| Total de eleitores            | Total de eleitores                | 128.453                       | 100%                          |

### Pesquisas
A pesquisa do Ibope, divulgada em 20 de setembro de 2016, revelou que o candidato Auricchio, do PSDB, liderava a disputa pelo cargo de prefeito com 31% de intenções de voto. Logo em seguida, Paulo Pinheiro, do PMDB, que tentava se reeleger, se mantinha com 24%. Já o candidato Fabio Palacio, do PR, possuía 14%, enquanto Gilberto Costa, do PEN, alcançava 9%.
| Data de realização          | Data de divulgação     | Instituto | Número de registro no TRE | Contratante                                | Entrevistados | Margem de erro | Candidato        | Candidato             | Candidato          | Candidato            | Não sabe/ Não respondeu | Brancos e nulos |
| Data de realização          | Data de divulgação     | Instituto | Número de registro no TRE | Contratante                                | Entrevistados | Margem de erro | Auricchio (PSDB) | Paulo Pinheiro (PMDB) | Fabio Palacio (PR) | Gilberto Costa (PEN) | Não sabe/ Não respondeu | Brancos e nulos |
| --------------------------- | ---------------------- | --------- | ------------------------- | ------------------------------------------ | ------------- | -------------- | ---------------- | --------------------- | ------------------ | -------------------- | ----------------------- | --------------- |
| 13 a 16 de setembro de 2016 | 20 de setembro de 2016 | Ibope     | SP-05393/2016             | O EDITOR EMPRESA JORNALISTICA EIRELI - EPP | 602           | ± 4%           | 31%              | 24%                   | 14%                | 9%                   | 7%                      | 10%             |

## Campanha
Após ser eleito, o candidato Auricchio se envolveu em investigações quanto à doações de campanha durante sua disputa pelo cargo. A Justiça Eleitoral requereu à Polícia Federal que investigasse suas contas por suspeitar que tenham sido utilizados recursos ilícitos e fraudulentos, depositados de uma doadora que não teria condições de realizar os pagamentos.
Sentenciou-se que esta doadora havia repassado R$ 293 mil para a campanha de Auricchio, enquanto que se constatou que esta mesma não havia declarado imposto de renda pelos dois últimos anos.

### Vereador
Dos dezenove (19) vereadores eleitos, cinco (5) eram do PSDB, enquanto que três (3) eram do PMDB. O vereador mais votado, Marcel Munhoz (PPS) colecionou 2.999 votos. Dentre os candidatos eleitos, havia apenas uma mulher.
| Resultado da eleição para a Câmara Municipal de São Caetano do Sul em 2016 por candidato | Resultado da eleição para a Câmara Municipal de São Caetano do Sul em 2016 por candidato | Resultado da eleição para a Câmara Municipal de São Caetano do Sul em 2016 por candidato | Resultado da eleição para a Câmara Municipal de São Caetano do Sul em 2016 por candidato | Resultado da eleição para a Câmara Municipal de São Caetano do Sul em 2016 por candidato |
| Candidato                                                                                | Número                                                                                   | Partido                                                                                  | Votos                                                                                    | Porcentagem                                                                              |
| ---------------------------------------------------------------------------------------- | ---------------------------------------------------------------------------------------- | ---------------------------------------------------------------------------------------- | ---------------------------------------------------------------------------------------- | ---------------------------------------------------------------------------------------- |
| Marcel Munhoz                                                                            | 23423                                                                                    | PPS                                                                                      | 2,999                                                                                    | 3.18%                                                                                    |
| Professor Pio                                                                            | 15015                                                                                    | PMDB                                                                                     | 2,694                                                                                    | 2.86%                                                                                    |
| Dr. Seraphim                                                                             | 25222                                                                                    | DEM                                                                                      | 1,885                                                                                    | 2.00%                                                                                    |
| Sueli Nogueira                                                                           | 15651                                                                                    | PMDB                                                                                     | 1,881                                                                                    | 2.00%                                                                                    |
| Eduardo Vidoski                                                                          | 45000                                                                                    | PSDB                                                                                     | 1,863                                                                                    | 1.98%                                                                                    |
| Sidão da Padaria                                                                         | 15680                                                                                    | PMDB                                                                                     | 1,777                                                                                    | 1.88%                                                                                    |
| Olyntho Voltarelli                                                                       | 45045                                                                                    | PSDB                                                                                     | 1,701                                                                                    | 1.80%                                                                                    |
| Chico Bento                                                                              | 11222                                                                                    | PP                                                                                       | 1,622                                                                                    | 1.72%                                                                                    |
| Daniel Córdoba                                                                           | 45100                                                                                    | PSDB                                                                                     | 1,414                                                                                    | 1.50%                                                                                    |
| Professor Jander Lira                                                                    | 11000                                                                                    | PP                                                                                       | 1,343                                                                                    | 1.42%                                                                                    |
| Mauricio Fernandes                                                                       | 25199                                                                                    | DEM                                                                                      | 1,234                                                                                    | 1.31%                                                                                    |
| Marcos Fontes                                                                            | 45678                                                                                    | PSDB                                                                                     | 1,187                                                                                    | 1.26%                                                                                    |
| Parra                                                                                    | 40111                                                                                    | PSB                                                                                      | 1,169                                                                                    | 1.24%                                                                                    |
| Tite Campanella                                                                          | 23045                                                                                    | PPS                                                                                      | 1,077                                                                                    | 1.14%                                                                                    |
| Ricardo Andrejuk                                                                         | 45808                                                                                    | PSDB                                                                                     | 1,028                                                                                    | 1.09%                                                                                    |
| Ubiratan Figueiredo da Ong                                                               | 22555                                                                                    | PR                                                                                       | 875                                                                                      | 0.93%                                                                                    |
| Moacir Rubira                                                                            | 10010                                                                                    | PRB                                                                                      | 863                                                                                      | 0.92%                                                                                    |
| Caio Funaki                                                                              | 51051                                                                                    | PEN                                                                                      | 818                                                                                      | 0.87%                                                                                    |
| César Oliva                                                                              | 22222                                                                                    | PR                                                                                       | 539                                                                                      | 0.57%                                                                                    |